# Antiochenischer Ritus

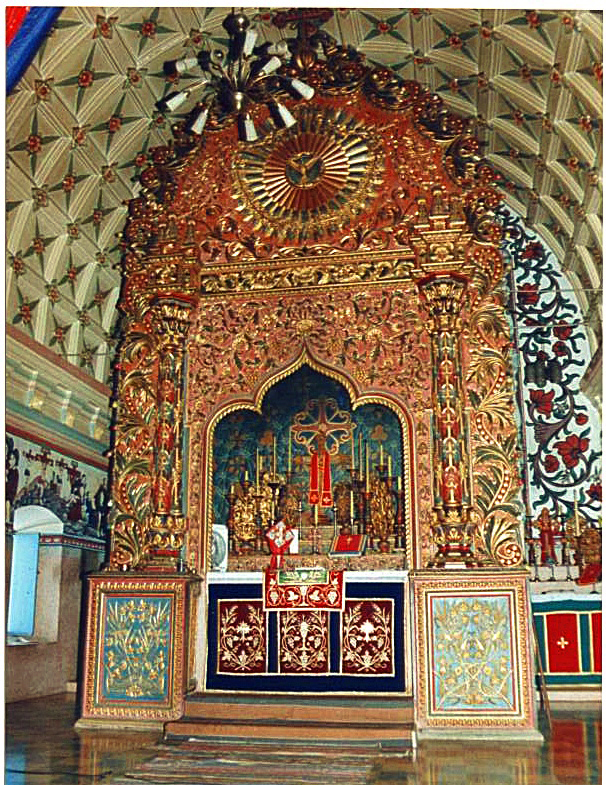
Altar im Stil der Westsyrischen Liturgie (St. Thomas Church, North Paravur, Kerala, Indien)

Der Antiochenische Ritus ist der traditionell in griechischer und syrischer Sprache gefeierte Gottesdienst des altkirchlichen Patriarchats Antiochia. Er wird heute in den syrischen Nachfolgekirchen des Patriarchats gepflegt: Syrisch-Orthodoxe Kirche von Antiochien (einschließlich ihres indischen Anteils), Syrisch-Maronitische Kirche von Antiochien, Malankara Orthodox-Syrische Kirche, Syrisch-katholische Kirche und Malankarisch-katholische Kirche. Anders als diese hat die Rũm-Orthodoxe Kirche, d. h. das Patriarchat Antiochien der Chalcedonenser („Melkiten“), den antiochenischen Ritus mit der Zeit fast vollständig zugunsten des byzantinischen (= Konstantinopler) Ritus aufgegeben. Dieser wurde freilich hier zunächst überwiegend gleichfalls in syrischer Sprache gefeiert, in der Neuzeit sodann fast nur noch in arabischer Sprache.
Eine besondere Stellung hatte als „Heilige Stadt“ Jerusalem (bis Mitte 5. Jh. Teil des Patriarchats von Antiochien) inne, dessen altkirchliche („vor-byzantinische“) Gottesdienstordnung man als Alt-Jerusalemer Liturgie bezeichnet.

## Westsyrische Liturgien
Der Antiochenische Ritus in syrischer Sprache hat sich in mehrere Westsyrische Liturgien untergliedert. Neben dem Gottesdienst des syrisch-orthodoxen Patriarchats (veraltet: „Jakobiten“) sind dies der Ritus von Tagrit (d. h. des Maphrianats), die Malankarische Liturgie (bei den neuzeitlichen Thomaschristen) und die Maronitische Liturgie in der nachspätantiken Phase ihrer Entwicklung.
Die Westsyrischen Liturgien bilden zusammen mit dem anders gearteten Ostsyrischen Ritus den Gottesdienst des Syrischen Christentums.
In der liturgiewissenschaftlichen Literatur werden die Westsyrischen Liturgien häufig gemeinsam und vergleichend behandelt. Studien zur Malankarischen Liturgie behandeln stets den Antiochenischen Ritus.

## Liturgiegeschichte
Die wichtigsten Quellen für die antiochenische Liturgie der Spätantike bilden die als Apostolische Konstitutionen bekannte Kirchenordnung sowie die Schriften des Johannes Chrysostomos und des Theodor von Mopsuestia.
Stilbildendes Entwicklungszentrum des Antiochenischen Ritus der Chalcedonenser („Melkiten“) war die Patriarchalkathedrale in Antiochien, dem Apostel Petrus geweiht, auch bekannt als „Kirche des Cassianus“. Ein mittelalterliches Zeugnis ihres Gottesdienstes ist neben der Jakobus-Liturgie der syro-melkitische Codex Vat. syr. 21 v. J. 1041.
Die Patriarchen der Syrisch-orthodoxen Kirche („Jakobiten“) residierten in verschiedenen Klöstern außerhalb der Stadt Antiochien, häufig in jenem Konvent, dem sie selbst entstammten. Daher fehlt dieser Kirche ein die liturgiegeschichtliche Entwicklung beherrschendes Zentrum. Unterscheiden lassen sich im syrisch-orthodoxen Patriarchat zwei Jurisdiktionsbezirke mit gottesdienstlich unterschiedlichen Gewohnheiten: (1) das unmittelbar dem Patriarchen unterstehende Gebiet im früheren Imperium Romanum, (2) die dem Maphrian unterstellten Kirchen im Osten der vormaligen Reichsgrenzen („Ritus von Tagrit“). Gemeinsam ist ihnen das Syrische als Sprache des Gottesdienstes. Die verwendeten Texte sind zum Teil Übersetzungen aus dem Griechischen.
Die Maronitische Liturgie entwickelt sich in folgenden Epochen:
- Von der Kirchengründung im 7. Jh. bis zur Begegnung mit den römisch-katholischen Kreuzfahrern im 13. Jh.
- Vom 13. Jh. bis zu den Synoden Ende des 16. Jh.
- Vom 16. bis zu den Liturgiereformen des Patriarchen Stephanus Duwaihi († 1704) und der Libanesischen Synode 1736.
- Vom 18. Jh. bis zur Gegenwart.

Ein kennzeichnendes liturgisches Gerät dieser Gottesdienste ist das dabei zu den feierlichsten Augenblicken akustisch und visuell verwendete Rhipidion mit Glöckchen.

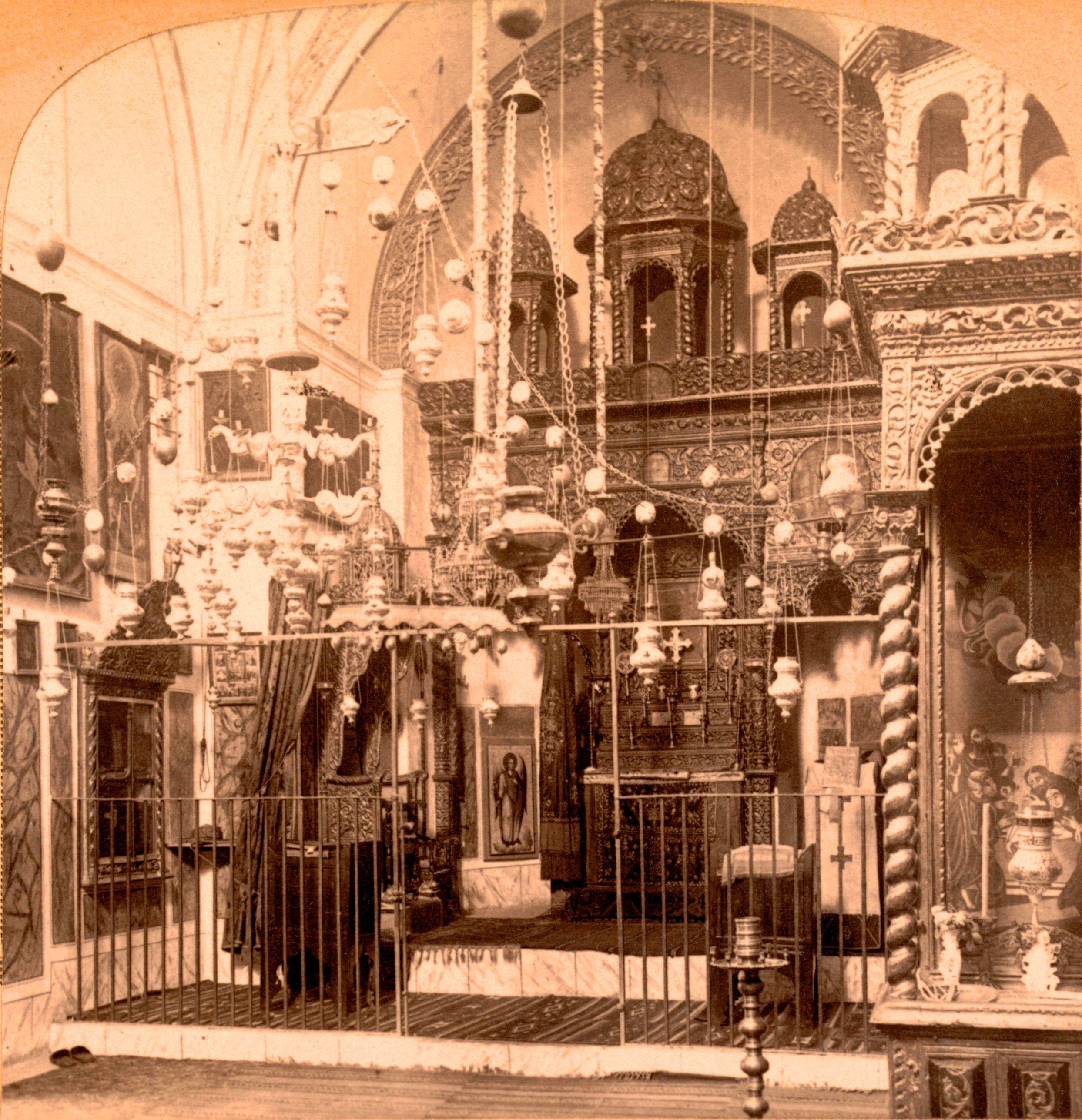
Innenansicht der Kirche der syrisch-orthodoxen Markus-Klosters, Jerusalem, um 1900

## Die Feiern
1. Allgemeines
- Massey H. Shepherd, Jr.: Formation and Influence of the Antiochene Liturgy. In: Dumbarton Oaks Papers 15 (1961) 23–44.
- William Macomber: A Theory of the Origins of the Syrian, Maronite and Chaldean Rites. In: Orientalia Christiana Periodica 39 (1973) 235–242.
- Heinrich Husmann: Eine alte orientalische christliche Liturgie: altsyrisch-melkitisch. In: Orientalia Christiana Periodica 42 (1976) 156–196.
- Stefano Rosso: Il Rito siro-antiocheno. Sacramenti e Sacramentali, Tempi e Feste, Libri Liturgici. Libreria Ed. Vaticana, Roma 2018. ISBN 978-88-266-0191-5.
- Pierre Dib: Étude sur la liturgie maronite. Lethielleux, Paris 1919.
- Michel Hayek: Liturgie Maronite. Mame. Tours 1964.
- Aelred Cody: L’eucharistie et les heures canoniales chez les Syriens jacobites. Une description des cérémonies. In: L’Orient Syrien 12 (1967) 55–81. 151–186; ders.: L’office divin chez les Syriens jacobites, leurs Eucharisties épiscopales et leur rite de pénitence. Descriptions des cérémonies, avec notes historiques. In:  Proche-Orient Chrétien 19 (1969) 293–319.

2. Eucharistie

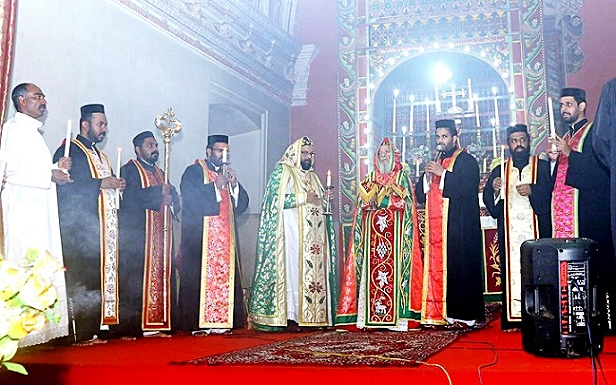
Westsyrische Eucharistiefeier

Das eucharistische Traditionsformular des Antiochenischen Ritus ist die Jakobus-Liturgie. Sie findet in beiden Konfessionen Verwendung, doch mit einigen Unterschieden im Ablauf. Eine besondere Eigenart der syrisch-orthodoxen Liturgie ist die Benutzung einer Vielzahl zur Auswahl gestellter Hochgebete; insgesamt stehen mehr als siebzig Formulare zur Verfügung.
- Ordnung der göttlichen Opferung nach dem Ritus der syrisch-orthodoxen Kirche von Antiochien. Im Auftrag der Syrisch-Orthodoxen Kirche von Antiochien in Deutschland zusammengefügt, aus dem Syrischen übers., um einen Anhang zur Beichte und Eucharistie erweitert und hrsg. von Josef Önder.  3., erw. Aufl.  Puthencruz – Indien : Julius Yeshu Çiçek Verlag 2009.[6]
- Givergis Paniker: The Holy Qurbono in the Syro-Malankara Church, herausgegeben von Thomas Paniker (mit Lebenslauf des Verfassers), SB Press Trivandrum, 1991; Komplettscan des Buches (englisch)
- Michel Hayek: Liturgie Maronite. Histoire et textes eucharistiques. Mame, Tours 1964.
- P. Gemayel: Avant-Messe Maronite. Histoire et structure. Pont. Ist. Orient., Roma 1965. (Online)
- Andreas Heinz: Die heilige Messe nach dem Ritus der syrisch-maronitischen Kirche (Sophia 28). Paulinus, Trier 1996. ISBN 3-7902-1451-5.

3. Sakramente und Kasualien
3.1. Initiation (Taufe), Myronweihe
Kennzeichnend für die in Syrien heimische Tradition ist die Bedeutung, die neben dem Wasserritus der Salbung mit heiligem Öl zukommt, diese zunächst zeitlich dem Tauchbad vorangestellt, ab Ende des 4. Jahrhunderts ihm zusätzlich folgend (postbaptismale Chrismation).
Die einzelnen Konfessionen mit Antiochenischem Ritus verwenden unterschiedliche Initiationsordnungen mit gleicher Grundstruktur und generell aus dem Griechischen übersetzten Texten:
- die Syrisch-Orthodoxen einen nach Severus von Antiochia benannten (Normalform mit Varianten)[7],
- die Maroniten einen unter dem Namen des Jakob von Sarug.[8]
- Der vormals in der Rum-Orthodoxen Kirche („Melkiten“) gebräuchliche Ordo wird Basilius von Caesarea zugeschrieben.[9]

Jede Gruppe besitzt neben der ausführlichen Normalform eine Kurzfassung der Taufordnung für Täuflinge in Lebensgefahr.
In der syrischen Literatur finden sich eine Reihe von Kommentaren zur Taufliturgie, so von Jakob von Edessa, Georg dem Araberbischof, Moses Bar-Kepha, Dionysius bar Salibi, Gregorius Bar-Hebraeus.
- Sebastian P. Brock: Syrische Taufriten In: Concilium. Internationale Zeitschrift für Theologie Bd. 15 (1979) S. 132–135 (Basiswissen);
- ders., Studies in the Early History of the Syrian Orthodox Baptismal Liturgy. In: Journal of Theological Studies N.S. 23 (1972) 16–64 (liturgiewissenschaftlich grundlegend);
- ders.: The consecration of the water in the oldest manuscripts of the Syrian Orthodox Baptismal Liturgy. In: Orientalia Christiana Periodica 37 (1971) 317–332.
- ders.: The Holy Spirit in the Syrian Baptismal Tradition. 3. Auflage. Gorgias, Piscataway, NJ 2008.
- A. Mouhanna: Les rites de l’initiation dans l’Église maronite (Orientalia Christiana Analecta 212). Pont. Ist. Orient., Roma 1980.
- Baby Varghese: Studies in the West Syrian Liturgy of the Consecration of Holy Myron. In: The Harp. A Review of Syriac and Oriental Ecumenical Studies Bd. 6 (1993) S. 65–73.
- The Consecration of Holy Myron, according to the Rite of the Syriac Orthodox Church of Antioch (Damascus 2015)

3.2. Rekonziliation (Busse)
- W. de Vries: Beicht- und Bußpraxis bei Ost- und Westsyrern. In: Ostkirchliche Studien 20 (1971) 273–279.
- Brian Gogan: Penance Rites of the West Syrian Liturgy. In: Irish Theological Quarterly 42 (1975) 182–196.

3.3. Krankensalbung
- Ziad Sacre: Le Rite de la lampe et l’onction des malades dans l’Eglise maronite. ANRT, Villeneuve d'Ascq 1998. ISBN 2-284-00475-X

3.4. Eheschließung
- F. Van de Paverd: Forme celebrative del matrimonio nelle Chiese orientali. In: La celebrazione del matrimonio cristiano. Atti della V settimana dei professori italiani di Liturgia. EDB,  Bologna 1977, 11–116. Ohne ISBN.
- Sebastian P. Brock:  The Earliest Texts of the Syrian Orthodox Marriage Rite. In: Orientalia Christiana Periodica 78 (2012) 335–392.
- Johannes Madey: Tekso d-zuwogo, oder die Ordnung der Krönung. Der Dienst der Heiligung des Sakramentes der Ehe nach dem Ritus der Syro-antiochenischen Kirche. Kottayam 1995. (online)
- The Mystery of Crowning According to the Maronite Antiochene Church. Diocese of Saint Maron, Washington 1985. Ohne ISBN.

3.5. Ordinationen
- B. de Smet: Le rituel du sacre des évêques et des patriarches dans l’église syrienne d’Antioche, In: L’Orient Syrien 8 (1963) 165–212.
- Najem Chahwa: L’Ordination diaconale dans l’église Maronite. PUSEK, Kaslik 2008. ISBN 978-9953-491-17-2.

3.6. Begräbnisfeier
- Jacques Azzi: Office des funérailles et théologie de la mort d’après le manuscrit Vat. Syr. 59. In: Proche-Orient Chrétien 23 (1973) 284–321.
- Johannes Madey: Tekso d-’Ufoyo d-Annide. Die Ordnung der Bestattung Verstorbener nach dem Ritus der Syro-Antiochenischen Kirche (und der Malankarischen Kirche). Kottayam – Paderborn: St. Ephrem Ecumenical Research Institute Publ -- Verl. Ostkirchendienst, 1995. (online)

3.7. Kirchweihe
- Ayub Silvanos: The Rite of Consecration of the Church According to the Syrian Orthodox Tradition. Diss. Manchester 2014.

4. Tagzeiten
- Anton Baumstark: Das „syrisch-antiochenische“ Ferialbrevier. In: Katholik 3. Folge 26 (1902) 401–427.538–550; 27 (1903) 43–54 (Feier der Tagzeiten an Ferialtagen („Werktagen“), besonders Vesper, Nachtoffizium und Matutin, mit zahlreichen Übersetzungsproben).
- Jean Tabet: L’Office Commun Maronite. Étude du Lilyô et du Safrô. USEK, Kaslik 1972.

5. Liturgisches Jahr
- Johannes Madey: Teḵso d-Madedono nach dem Ritus der Syro-Antiochenischen Kirche (und der Malankarischen Kirche) : Prozessionen und Segnungen an Festen des Kirchenjahres und zu besonderen Anlässen. Paderborn [u. a.]: Verl. Ostkirchendienst, 1997. (Online)
- Andreas Heinz: Fest und Feiern im Kirchenjahr nach dem Ritus der Syrisch-Orthodoxen Kirche von Antiochien (Mʼadʼdono) (Sophia 31). Paulinus, Trier 1998.
- Anton Baumstark: Festbrevier und Kirchenjahr der syrischen Jakobiten (Studien zur Geschichte und Kultur des Altertums 3, 3–5). Paderborn 1910. ISBN 978-1-61719-235-7 (Reprint).
- Stephen Plathottathil: Themes of Incarnation in the Sedre fo the Period of Suboro-Yaldo According to the Mosul Fenqitho. SEERI, Kottayam 2009.
- Varghese Varghese: Tekso d-Denho in the West Syrian Tradition. A Study of the Feast of Epiphany in the Malankara Orthodox Church. Diss. Kottayam 2011. (Online)
- G. Khouri-Sarkis – A. du Boullay: La bénédiction de l’eau, la nuit de l’Épiphanie, dans le rite syrien d’Antioche. In : L’Orient Syrien 4 (1959) 211–232.
- Jean-Marie Sauget: Bénédiction de l’eau dans la nuit de l’Épiphanie selon l’ancienne tradition de l’Église maronite. In: L’Orient Syrien 4 (1959) 319–378 (nach Codex Vat. syr. 312 v. J. 1745)
- ders.: Premières recherches sur l’origine et les caractéristiques des synaxaires melkites (XIe–VIIe siècles) (Subsidia Hagiographica 45). Bollandistes, Bruxelles 1969 (Heiligenfeste).
- Rachid Abi-Khalil: L’office de la Semaine Sainte ou «Ktobo d-Hacho» selon la tradition de l’Église maronite. Diss. Paris 1994. SBB: 1 F 16216.
- M. Hadaya: L’Office maronite du Samedi Saint. USEK, Kaslik 1995.
- Moussa El-Hage: Le lectionnaire maronite : période de la Pentecôte et de la croix. Univ. Antonine, Baabda 2005.